# Dante Pantanelli
Dante Pantanelli (Siena, 4 gennaio 1844 – Modena, 2 novembre 1913) è stato un geologo, paleontologo, e malacologo italiano.

## Biografia
Dal 1848 al 1860 è vissuto in Egitto, al Cairo, dove il padre, attivo nei moti liberali, aveva scelto di trascorrere l'esilio. Quindi, dopo essere rientrato a Siena e avervi compiuto gli studi, Pantanelli si è laureato in scienze matematiche all'Università di Pisa nel 1865. Qui, seguendo i corsi di Giuseppe Meneghini, si è appassionato di scienze naturali. Vinto il concorso per la docenza, tra il 1865 e il 1882 ha insegnato fisica nei licei di Cagliari, di Spoleto e, infine, della sua città natale, trovando modo nel 1866 di partecipare alla battaglia di Bezzecca, tra le file dei garibaldini.
Il 2 settembre 1863 era stato iniziato in Massoneria nella Loggia Arbia di Siena e nel 1874 ne divenne il Maestro venerabile.
A Siena ha diretto il Museo Mineralogico e Geologico dell'Accademia dei Fisiocritici e si è applicato, sistematicamente, agli studi geologici, paleontologici e malacologici, per mezzo dei quali è riuscito ad ottenere la cattedre di mineralogia e geologia all'Università di Modena, dove per due volte è stato preside della Facoltà di Scienze e dove è rimasto fino alla morte.
Esperto malacologo, Pantanelli è stato tra i primi ad occuparsi, in Italia, di micropaleontologia delle rocce. La sua collezione contava oltre 3.000 esemplari di fossili, in particolare del Pliocene toscano, il cui studio è confluito in una serie di importanti memorie, anche scritte in collaborazione con Carlo De Stefani, in particolare sui molluschi marini del Senese. Negli ultimi anni si è interessato soprattutto di idrologia e di petrolio.
Socio dell'Accademia dei Fisiocritici, a Modena è stato lungamente presidente sia dell'Accademia di Scienze, Lettere e Arti (1898-1904) che della Società dei Naturalisti e Matematici (1890-1905 e 1912-13), nonché consigliere comunale (1897-1904). Pantanelli ha anche presieduto la Società Geologica Italiana (1897), che aveva contribuito a fondare nel 1881.

## Opere principali
- Molluschi pliocenici dei dintorni di Siena, scritto con C. De Stefani, Siena 1878.
- Note di malacologia pliocenica. Aggiunte e correzioni al catalogo dei molluschi pliocenici dei dintorni di Siena, Bargellini, Siena 1884.
- Cenno monografico intorno alla fauna fossile di Montese, scritto con G. Mazzetti, 2 voll., Vincenzi, Modena 1885-1887.
- Monografia degli strati pontici del Miocene superiore nell'Italia settentrionale e centrale, Tip. Soliani, Modena 1886.
- I terreni quadernari e recenti dell'Emilia, Tip. Soliani, Modena 1893.
- Lamellibranchi pliocenici. Enumerazione e sinonimia delle specie dell'Italia superiore e centrale, Soc. tip. modenese, Modena 1893.
- L'Appennino modenese descritto ed illustrato, curatela con V. Santi, Licinio Cappelli, Rocca S. Casciano 1895 (poi Treves 1896).
- Zoologia, anatomia e fisiologia comparate, Pizzolotti, Modena 1900.
- Storia geologica dell'Arno, Tip. Cuggiani, Roma 1900.